# Porterdale
Porterdale és una població dels Estats Units a l'estat de Geòrgia. Segons el cens del 2000 tenia 1.281 habitants.

## Demografia
Segons el cens del 2000, Porterdale tenia 1.281 habitants, 463 habitatges, i 333 famílies. La densitat de població era de 480,2 habitants/km².
Dels 463 habitatges en un 33,5% hi vivien nens de menys de 18 anys, en un 47,7% hi vivien parelles casades, en un 18,1% dones solteres, i en un 27,9% no eren unitats familiars. En el 23,3% dels habitatges hi vivien persones soles el 13,2% de les quals corresponia a persones de 65 anys o més que vivien soles. El nombre mitjà de persones vivint en cada habitatge era de 2,77 i el nombre mitjà de persones que vivien en cada família era de 3,22.
Per edats la població es repartia de la següent manera: un 26,6% tenia menys de 18 anys, un 10,5% entre 18 i 24, un 28,6% entre 25 i 44, un 20,5% de 45 a 60 i un 13,9% 65 anys o més.
L'edat mediana era de 34 anys. Per cada 100 dones de 18 o més anys hi havia 91,4 homes.
La renda mediana per habitatge era de 23.967 $ i la renda mediana per família de 30.398 $. Els homes tenien una renda mediana de 28.409 $ mentre que les dones 20.962 $. La renda per capita de la població era de 10.812 $. Entorn del 18,7% de les famílies i el 22,5% de la població estaven per davall del llindar de pobresa.

## Poblacions properes
El següent diagrama mostra les poblacions més properes.